# Enrico Albertosi
Enrico Albertosi (* 2. November 1939 in Pontremoli, Toskana) ist ein ehemaliger italienischer Fußballspieler, der es als Torhüter in der italienischen Serie A von 1959 bis 1980 bei den Vereinen AC Florenz, US Cagliari und AC Mailand auf 532 Meisterschaftseinsätze gebracht hat. In der italienischen Nationalmannschaft absolvierte er von 1961 bis 1972 34 Länderspiele und gehörte bei den vier Weltmeisterschaften 1962, 1966, 1970 und 1974 dem Kader der Squadra Azzurra an.

## Laufbahn

### Vereine
Albertosi wechselte zur Runde 1958/59 vom damaligen Zweitligisten Spezia Calcio in die Serie A zur AC Florenz. Sein Debüt für Florenz gab er am 18. Januar 1959 beim torlosen Remis gegen Lazio Rom. Er blieb insgesamt zehn Spielzeiten bei der Fiorentina, in dieser Zeit konnte man zweimal die Coppa Italia und die Erstaustragung des Europapokal der Pokalsieger gewinnen. Bereits in der Runde 1960/61 konnte der junge Torhüter einen Doppelerfolg feiern: Er gewann mit Florenz die Coppa Italia und am 17. und 27. Mai 1961 in den zwei Finalspielen gegen Glasgow Rangers den Europacup der Pokalsieger. Florenz wurde von Nándor Hidegkuti trainiert und hatte mit dem Schweden Kurt Hamrin als sechsfachen Torschützen auch den Torjäger des Wettbewerbs in ihren Reihen. Als Titelverteidiger verlor Florenz 1961/62 den Europapokal der Pokalsieger im Final-Wiederholungsspiel am 5. September 1962 im Stuttgarter Neckarstadion mit 0:3 Toren gegen Atletico Madrid. Dabei saß der neue Trainer Ferruccio Valcareggi auf der Bank und Albertosi stand im Tor, anstelle von Giuliano Sarti, welcher beim 1:1-Remis am 10. Mai in Glasgow beim ersten Finalspiel das Tor gehütet hatte. Mit Florenz gewann er in der Saison 1965/66 zum zweiten Mal den Landespokal sowie am 18. Juni 1966 durch einen 1:0-Sieg im Finale über den tschechoslowakischen Vertreter Jednota Trencin den Mitropacup.
Zur Saison 1968/69 wechselte Albertosi dann zum US Cagliari, wo er mit dem Stürmerstar Luigi Riva maßgeblichen Anteil daran hatte, dass der sardische Club zum ersten und einzigen Male 1969/70 die italienische Meisterschaft gewann. In 34 Spielen hatte der akrobatische Torhüter lediglich elf Gegentore kassiert. Er spielte bei Cagliari bis zur Saison 1974/75, als er zum AC Mailand wechselte. Hier gewann er 1977 erneut den Landespokal und wurde im Alter von 39 Jahren in der Saison 1978/79 ein zweites Mal italienischer Meister. Nach der Saison 1979/80 beendete er hier seine lange und erfolgreiche Karriere.
Nachdem er im Zuge eines Bestechungsskandals für vier Jahre gesperrt worden war, dann aber begnadigt wurde, spielte er von 1982 bis 1984 noch beim Viertligisten Elpidiense. Endgültig mit 45 Jahren beendete er danach seine Torhüterkarriere. Albertosi kümmerte sich zunächst um seine beiden Mailänder Restaurants. Er arbeitete daneben auch als Trainer sowie als Kommentator beim Regionalfernsehen.

### Nationalmannschaftskarriere, 1961 bis 1972
Für die italienische Nationalmannschaft nahm er als Ersatztorhüter an der Fußball-Weltmeisterschaft 1962 in Chile teil, wo er ebenso nach der Vorrunde ausschied wie bei der Fußball-Weltmeisterschaft 1966 in England. In England war er jedoch bereits der Torwart Nummer eins und stand im Tor als Italien die bittere 0:1-Niederlage gegen Nordkorea erlitt, was für Italien das Aus bedeutete. Im entscheidenden Qualifikationsspiel am 7. Dezember 1965 hütete er beim 3:0-Heimsieg gegen den härtesten Rivalen Schottland das Tor. Beim mit 0:1 Toren verlorenen Hinspiel am 9. November stand William Negri von FC Bologna im Tor.
Nach der enttäuschenden WM in England lieferte sich Albertosi einen Zweikampf mit Dino Zoff um den Stammplatz im Nationalteam. Zum Start der Qualifikationsspiele zur EM 1968 hütete Giuliano Sarti in den ersten zwei Spielen das Tor, danach folgten fünf Spiele in Folge von Albertosi. Mit 11:1 Punkten und 17:3 Toren wurde Italien Gruppensieger und zog damit in das Viertelfinale gegen Bulgarien ein. Bei der 2:3-Niederlage am 6. April 1968 in Sofia hütete er wiederum das Tor, ab dem Rückspiel am 20. April übernahm Dino Zoff seinen Posten und stand auch in den zwei Finals am 8. und 10. Juni in Rom im Tor des Endspiels der Fußball-Europameisterschaft 1968 und feierte mit dem Europameistertitel den größten Erfolg einer italienischen Nationalmannschaft seit dem Weltmeistertitel 1938. Albertosi fuhr dann wiederum als Stammtorhüter mit Italien zur Fußball-Weltmeisterschaft 1970 nach Mexiko. Am 4. November 1969 war er Torhüter beim 4:1-Heimerfolg gegen Wales in der Qualifikation und mit Angelo Domenghini und Luigi Riva waren noch zwei weitere Spieler seines damaligen Vereines US Cagliari dabei im Einsatz. Er schaffte im legendären Jahrhundertspiel im Halbfinale gegen Deutschland den Einzug ins WM-Endspiel gegen Brasilien, was die Italiener jedoch geschwächt vom Spiel gegen Deutschland mit 1:4 verloren. Nach dem WM-Turnier 1970 wurde Dino Zoff von Juventus Turin Stammtorhüter der Nationalmannschaft und Albertosi nahm an der Fußball-Weltmeisterschaft 1974 in Deutschland nur noch als Ersatztorhüter teil. Sein letztes Länderspiel absolvierte er am 21. Juni 1972 in Sofia bei einem Freundschaftsspiel gegen Bulgarien.
Albertosi hat in den Jahren 1961 bis 1972 insgesamt 34 Länderspiele bestritten.

## Erfolge
- Europapokal der Pokalsieger: 1 × mit der AC Florenz (1960/61)
- Italienische Meisterschaft: 1 × mit der US Cagliari (1969/70) und 1 × mit der AC Mailand (1978/79)
- Coppa Italia: 2 × mit der AC Florenz (1960/61 und 1965/66)